# Imens
Imens er en dansk kortfilm fra 2019 instrueret af Jakob Valdemar Mørk.

## Handling
Sofie er droppet ud af universitetet og efterfølgende endt i et eksistentielt vakuum, hvor hverdagen er præget af modløshed, stilstand og fortvivlelse over, hvordan hun skal genopfinde sig selv. Med øjebliksbilleder bliver seerne inviteret ind i Sofies monotone hverdag, der blandt andet består af lange morgener, tv-serier under dynen, bowling når veninderne har tid, trivialitet på jobbet og søvnløshed til langt ud på natten. Seerne får lov at dvæle ved Sofie og studere centrale følelser som frustration, magtesløshed og det at føle sig som den mindste person i verden, der netop opstår i en krisetilstand, når bevidstheden om karriere og fremtid begynder at presse sig på.

## Medvirkende
- Lucia Vinde Dirchsen
- Sidsel Skaldhede Eriksen
- Niels Ørum
- Julie Kristensen
- Astrid Ibsen
- Kasper Møller Jensen
- John Steen
- Jakob Schaumburg
- Morten Søding Sørensen